# 1991 en Ukraine
Chronologie de l'Ukraine
- 1987
- 1988
- 1989
- 1990
- 1991
- 1992
- 1993
- 1994
- 1995

Cette page concerne les évènements survenus en 1991 en Ukraine  :

## Évènements
- 1er août : Discours du « poulet à la Kiev »
- 24 août : Déclaration d'indépendance de l'Ukraine
- 1er décembre : 
  - Élection présidentielle ukrainienne
  - Référendum sur l'indépendance de l'Ukraine
  - Référendum régional général en Transcarpathie (en)

## Sport
- Coupe de la RSS d'Ukraine 1991 (en)

## Culture

### Sortie de film
- Eneida

## Création
- 6e Corps d'armée ukrainien
- A. Yu. Institut d'études orientales Krymskyi (en)
- Académie des sciences technologiques d'Ukraine (en)

## Dissolution
- Comité pour la sécurité de l’État (Ukraine) (en)
- Parti communiste d'Ukraine (Union soviétique) (en)
- République socialiste soviétique d'Ukraine

## Naissance
- Alisa Agafonova (en), patineuse artistique.
- Anastasiya Mokhnyuk, athlète (heptathlon).
- Viktoria Orel (en), mannequin.
- Oleksandra Sabada (en), nageuse (natation synchronisée)
- Anastasiya Sienina (en), mannequin.

## Décès
- Oleg Bogomolets (uk), médecin.
- Emmanuil Gotlib (uk), héros de l'Union soviétique.
- Yevgeny Ivanov (uk), chanteur.
- Semion Koshachevsky (uk), acteur.
- Ievhen Lyssyk (uk), peintre.
- Yury Trusov (uk), écrivain.